# Purpurit

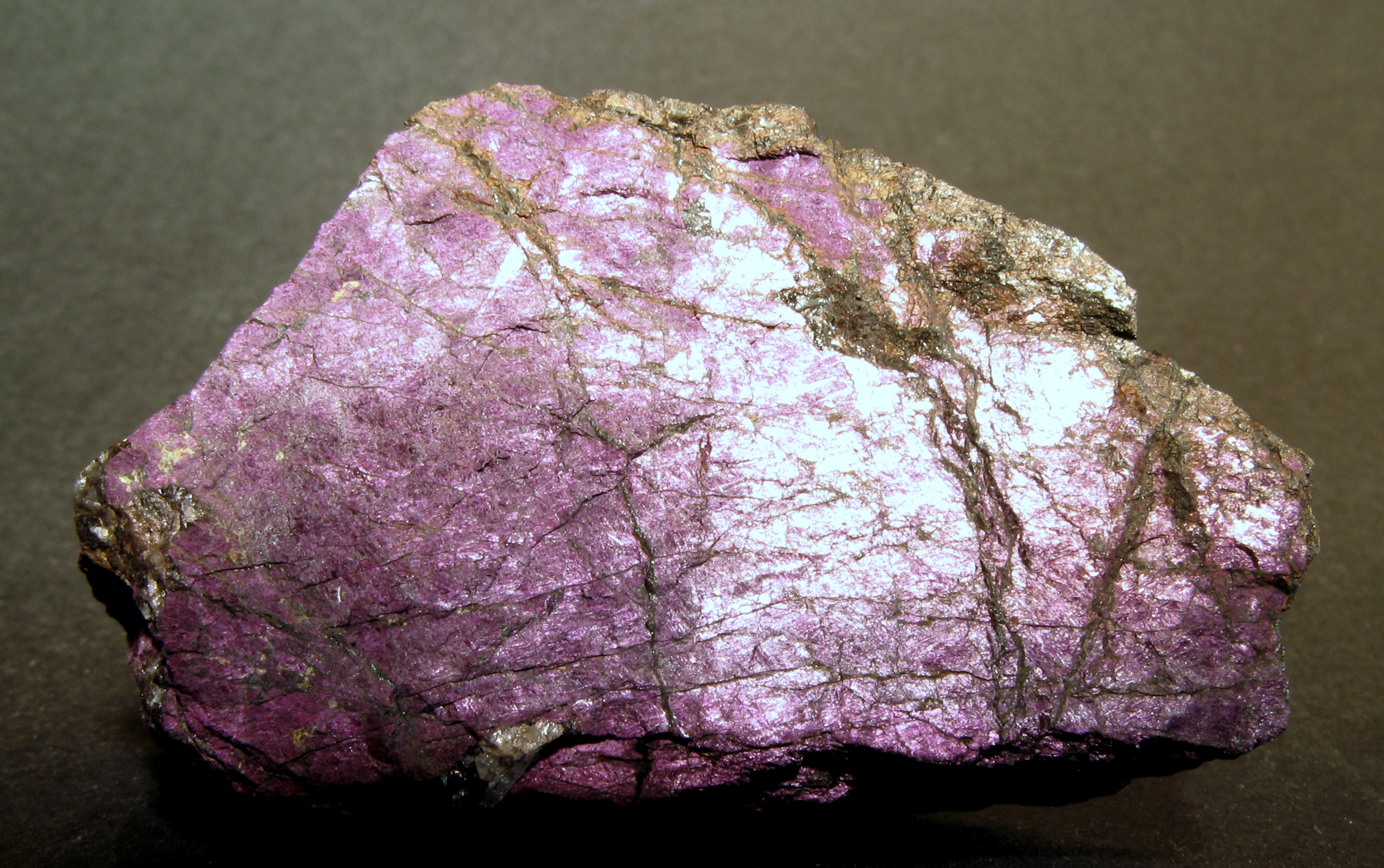
Purpurit

Purpurit (MnPO4) je minerál patřící do skupiny fosfátů. Bývá purpurový, růžový, tmavě hnědý a červenofialový. Je průsvitný až neprůhledný.

## Vznik a výskyt
Vzniká v hydrotelmálních podmínkách jako produkt zatlačování lithiofilitu v granitických pegmatitech. Často je doprovázen řadou sekundárních fosfátů. Je znám z lokalit Kitumbe (Rwanda), Usakos a Sandamap (Namibie), Tip Top, Bull Moose, Custer, Jižní Dakota a Branchville, Connecticut (USA).